# 神風杏子
神風 杏子（かみかぜ きょうこ、1970年3月19日 - ）は、日本の元女子キックボクサー。東京都墨田区出身。元UKF女子世界王者、WKBA北アメリカ王者、第3代シュートボクシングクイーン王者。日本における女子キックボクシングのパイオニア。

## 来歴

### シュートボクシング時代
白龍ジムでキックボクシングを始め、シュートボクシングでデビュー。第3代SBクイーン王座を獲得。全日本女子プロレスの興行で1992年には大田区体育館でバット吉永、1994年には日本武道館で前川久美子と異種格闘技戦も行った。

### 世界王座獲得
マーシャルアーツ日本キックボクシング連盟で活躍し、1995年6月にロサンゼルスにてWKBA女子北アメリカ王座を獲得。翌年の1996年9月には、UKF世界女子ジュニアフェザー級（スーパーバンタム級）王座を獲得。
1998年2月14日、アメリカ合衆国・ミズーリ州スプリングフィールドのユニバーシティプラザで行われた「St. Valentine's Day Sweet Heart Brawl」でバーバラ・プリとWWW世界王座決定戦（3分5R）を行う。1R34秒で、右ハイキックによるKO勝ちを収め、王座を獲得。
1998年5月22日、MA興行で熊谷直子と対戦し、4R2分46秒KO負け。1Rに肩を脱臼して満足にパンチが出せない状況であった。
1998年12月26日、MA興行のUKF世界女子ジュニアフェザー級タイトルマッチで熊谷と再戦し、4R1分19秒KO負けで王座から陥落した。

### 引退
1999年9月、現役引退。池袋にて「藤ジム Walk on」専属インストラクターを務め、カーディオ・キックボクシングを考案し、キックボクシングの普及に務める。また、女子キックボクシング「天空」において2006年3月4日の第3回より競技統括に就任した。
2006年12月、クレイジーフォックスに移籍。

## 獲得タイトル
- 第3代シュートボクシングクイーン王座
- WKBA女子北アメリカ王座
- UKF女子世界スーパーバンタム級王座